# Планета С.К.А.Й.
Планета С. К. А. Й. — другий альбом українського гурту «СКАЙ», випущений 31 жовтня 2007 року лейблом Lavina music. Альбом вийшов через два роки після дебютного альбому «Те, що треба».
Саунд-продюсером цього альбому, як і попереднього, став Артур Данієлян.

## Про альбом
Едуард Клім назвав «Планету» найкращим роковим альбомом України 2007 року. Пісні з альбому відрізняються різними стилями: від медитативної меланхолії до швидкого року.
Робота над альбомом тривала півроку. Більшість пісень — нові, деякі з пісень вже були написані раніше, їх тексти лишились незмінними, а музику було повністю перероблено.

## Композиції
1. Best друг (4:02)
2. Як мене звати (3:57)
3. Восени (3:17)
4. Я здатен на більше (2:47)
5. Поки не пізно (3:20)
6. Повернення (4:39)
7. Дівчина в білому (4:41)
8. Ваніль (4:45)
9. Тетяночка (3:54)
10. ОК (3:14)
11. Планета (3:36)
12. Хто ти мені (4:19)
13. Будь зі мною (4:26)

## Рецензії
- Music.com.ua  link